# Adna (Washington)
Adna es un área no incorporada ubicada en el condado de Lewis en el estado estadounidense de Washington.

## Geografía
Adna se encuentra ubicado en las coordenadas 46°39′36″N 122°57′48″O / 46.66000, -122.96333.